# Lycianthes repens
Lycianthes repens är en potatisväxtart som först beskrevs av Spreng., och fick sitt nu gällande namn av Friedrich August Georg Bitter. Lycianthes repens ingår i Himmelsögonsläktet som ingår i familjen potatisväxter. Inga underarter finns listade i Catalogue of Life.